# Junkers Jumo 205
O Junkers Jumo 205 foi um dos mais notáveis e mais bem sucedidos projetos de motor aeronáutico movido a diesel. Desenvolvido e produzido na Alemanha pela Junkers a partir do início dos anos 30, a primeira versão, Junkers Jumo 204 [en], entrou em serviço em 1932. Posteriormente, a série foi ampliada com os motores Jumo 205, Jumo 206, Jumo 207 e Jumo 208, com o mesmo tipo de construção, diferenciados pelo curso e diâmetro dos pistões, e pelo sistema de turbo-alimentação. Houve ainda o desenvolvimento de uma última versão (Jumo 209), que não foi produzida. Foram produzidos mais de novecentas unidades destes motores, até durante a Segunda Guerra Mundial. Equiparam aeronaves da Luftwaffe, como o BV 138, o Do 18 e o Do 26.

## Projeto e desenvolvimento
Estes motores eram do tipo dois tempos, refrigerados a água, com doze pistões, que trabalhavam dentro de seis cilindros, sendo cada cilindro compartilhado por dois pistões, que se moviam um contra o outro durante o ciclo de operação. Os pistões acionavam dois virabrequins, em uma configuração não usual nos motores de combustão interna, em que um virabrequim ficava no topo do bloco de cilindros e o outro na parte inferior, ambos ligados entre si por engrenagens. Para reduzir as vibrações no eixo da hélice, havia um sistema de amortecimento, do tipo acoplamento flexível. Os coletores de admissão e escape eram duplicados, em ambos os lados do bloco. Havia duas bombas injetoras por cilindro, acionadas por cames. Cada bomba alimentava dois injetores, dos quatro que havia em cada cilindro.